# Han Schuil

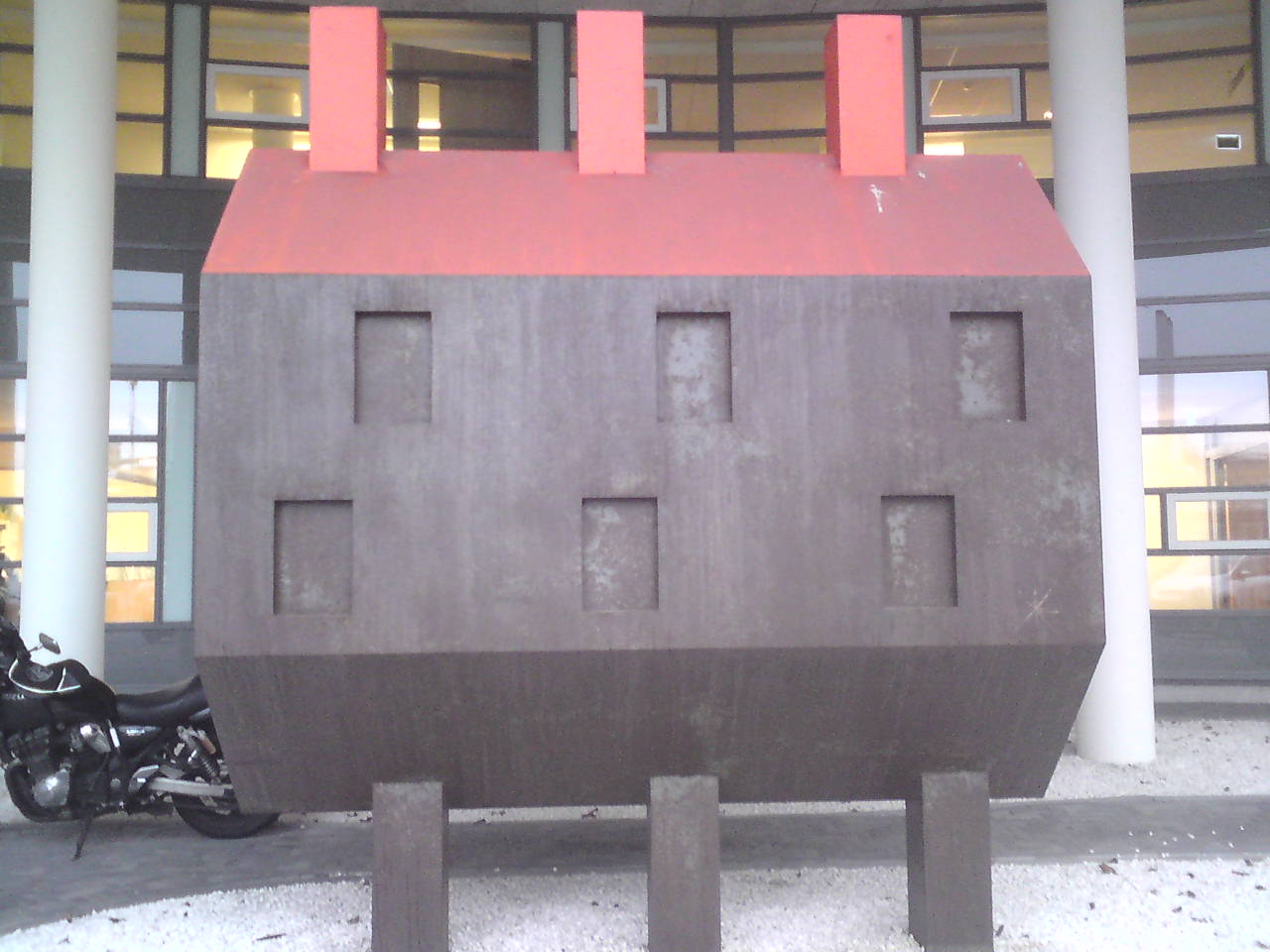
Sculptuur aan de Maelsonstraat in Hoorn, 2004

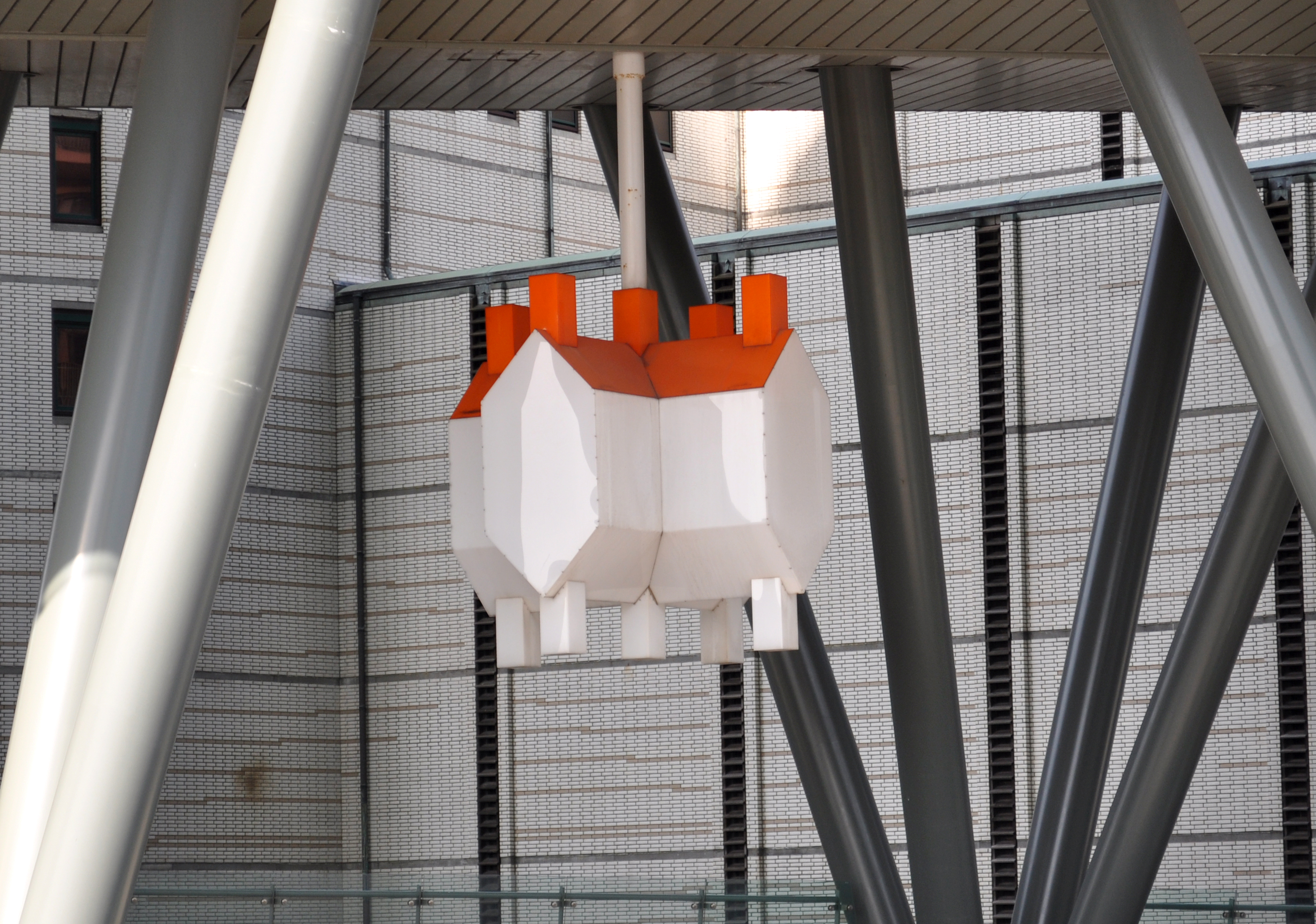
Sculptuur aan de Prins Willem Alexanderweg in Den Haag, 2005

Han Schuil (Voorschoten, 1958) is een Nederlandse kunstenaar. Sinds 1985 werkt hij meestal op aluminium.

## Biografie
Van 1979 tot 1981 bezocht Schuil de Academie voor Beeldende Kunsten in Rotterdam, direct gevolgd door Ateliers '63 in Haarlem van 1981 tot 1983. In 1983 ontving hij de Koninklijke Subsidie voor de Schilderkunst en debuteerde hij bij galerie Art & Project.

## Werk
De oorsprong van de motieven van Schuil ligt in de alledaagse werkelijkheid: van details uit stripverhalen, videospelletjes en computerbeelden tot wegmarkeringen, een schaatspak, een infraroodfoto of een MRI-scan.  

### Materiaal
Aanvankelijk werkte Schuil op doek. Na experimenten op hout, blik en koper koos hij vanaf 1985, vanwege de gladde ondergrond, voor aluminium. Regelmatig spelen de vormen van het aluminium een bepalende rol in het werk van Schuil, zoals de gevouwen randen of de naden en popnagels in het aluminium die soms dwars door het beeldvlak lopen. De drager komt ook steeds vaker nadrukkelijk de ruimte in. Daarnaast bewerkt Schuil regelmatig het aluminium voor het te beschilderen: deuken en gaten worden dan onderdeel van het beeld. "Niet om de objectmatigheid van het beeld benadrukken maar ik gebruik ze omdat ze in het beeld passen", aldus Schuil in 2000 tegen Dominic van den Boogerd. In 1993 maakte hij een titelloos werk voor Station Duivendrecht; in 2003 werd zijn kunstwerk Wolk geplaatst op een transformatorhuisje in het Rembrandtpark.

### Ontwikkeling
Halverwege de jaren negentig werd Schuils werk complexer. Door motieven te spiegelen, te verdubbelen of te combineren ontstonden er grilliger composities. Naast deze 'drukke' werken bleef ook de eenvoudigere beeldtaal uit zijn vroegere oeuvre een rol spelen.

## Tentoonstellingen
Solo (selectie)
- 1983-1996 Art & Project, Amsterdam
- 1985 Galerie 't Venster, Rotterdam
- 1987 Museum Fodor, Amsterdam
- 1990, 1991 Germans van Eck Gallery, New York
- 1995 tot heden Galerie Onrust, Amsterdam
- 2000 Schilderijen / Paintings 1983-1999, Stedelijk Museum Amsterdam
- 2000, 2004 Galerie Conrads, Düsseldorf
- 2008 Crashed and Gobsmacked, Museum Jan Cunen, Oss
- 2011, 2013 Galerie Hamish Morrison, Berlijn, Duitsland
- 2023 Han Schuil Solo, Landhuis Oud Amelisweerd, Bunnik, Utrecht

Groepstentoonstellingen (selectie)
- 1985 Wat Amsterdam betreft ..., Stedelijk Museum Amsterdam
- 1987 XIX Bienal de São Paulo, São Paulo, Brazilië
- 1991 Negen, Witte de With, Rotterdam
- 1992 Moments d'abstraccio, Palau de la Virreina, Barcelona, Spanje
- 1994 L'orrizonte, Castello di Rivoli, Turijn, Italië
- 1995 Couplet 4, Stedelijk Museum Amsterdam
- 1999 Panorama 2000, Centraal Museum, Utrecht
- 1999 Troublespot Painting, MUHKA, Antwerpen, België
- 2004 Encounter with Modernism, Shanghai Art Museum, Singapore Art Museum, Pinacoteca do Estado de São Paulo en Museu de Arte Moderna do Rio de Janeiro
- 2005 Later on we shall simplify things, Centre Cultural, Andratx, Mallorca, Stadsgalerij Heerlen
- 2009 Real/Painting, S.M.A.K., Gent
- 2013 Van Dumas tot Cobra, Collectie De Heus-Zomer, Singer Museum, Laren

## Verzamelingen
Werk van Schuil is opgenomen in onder andere de volgende musea en verzamelingen:
- Stedelijk Museum, Amsterdam
- Museum Boijmans van Beuningen, Rotterdam
- Gemeentemuseum, Den Haag
- Bonnefantenmuseum, Maastricht
- Lakenhal, Leiden
- Museum Jan Cunen, Oss
- Centraal Museum, Utrecht
- Stedelijk Museum Schiedam, Schiedam
- Rijksmuseum Twente, Enschede
- Museum voor Moderne Kunst, Brussel, België
- S.M.A.K., Gent, België
- Boston Museum of Fine Arts, Boston, Verenigde Staten
- Collectie KPN, Den Haag
- Instituut Collectie Nederland
- Collectie Jo en Marlies Eyck
- Collectie ABN/Amro
- Collectie AEGON
- Collectie Akzo Nobel Art Foundation
- Collectie De Heus-Zomer
- Caldic Collectie, Rotterdam